# Marcus Sorg
Marcus Sorg (ur. 24 grudnia 1965 w Ulm) – niemiecki piłkarz występujący na pozycji napastnika. Trener piłkarski.

## Kariera piłkarska
Sorg jako junior grał w zespołach TSG Söflingen oraz SSV Ulm 1846. W 1984 roku został włączony do pierwszej drużyny Ulm, grającej w 2. Bundeslidze. W lidze tej zadebiutował 13 kwietnia 1985 roku w przegranym 0:1 pojedynku z KSV Hessen Kassel. W tym samym roku spadł z zespołem do Oberligi, ale w 1986 roku wrócił z nim do 2. Bundesligi. Graczem Ulm był do 1987 roku. Następnie grał w rezerwach VfB Stuttgart, TSF Ditzingen, VfR Mannheim oraz ponownie w TSF Ditzingen. W 1999 roku zakończył karierę.

## Kariera trenerska
Sorg karierę rozpoczął w 1999 roku jako trener rezerw Stuttgarter Kickers. Funkcję tę pełnił w latach 1999–2001. Jednocześnie był asystentem trenera pierwszej drużyny Kickers. W 2001 roku zaś sam został jej szkoleniowcem. Pracował tam do 2003 roku. Następnie prowadził drużyny TSF Ditzingen, Heidenheimer SB, SSV Ulm 1846, SC Freiburg U-17 oraz SC Freiburg II.
Przed rozpoczęciem sezonu 2011/2012 Sorg został trenerem pierwszej drużyny Freiburga, grającej w Bundeslidze. W lidze tej jako trener zadebiutował 6 sierpnia 2011 roku w zremisowanym 2:2 meczu z FC Augsburg. Drużynę Freiburga poprowadził we wszystkich 17 spotkaniach rundy jesiennej Bundesligi, a także jednym w Pucharze Niemiec. 29 grudnia 2011 roku przestał być trenerem Freiburga.
W 2012 roku Sorg został szkoleniowcem Bayernu Monachium U-17.